# 1762.
◄ | 17. stoljeće | 18. stoljeće | 19. stoljeće | ►
◄ | 1730-ih | 1740-ih | 1750-ih | 1760-ih | 1770-ih | 1780-ih | 1790-ih | ►
◄◄ | ◄ | 1759. | 1760. | 1761. | 1762. | 1763. | 1764. | 1765. | ► | ►►
Arhitektura • Astronomija • Biologija • Glazba • Kazalište • Kemija • Kiparstvo • Knjige • Književnost • Kršćanstvo • Medicina • Politika • Pravo • Promet • Slikarstvo • Znanost

## Događaji
- Matija Antun Relković objavljuje djelo Satir iliti divlji čovjek.
- Jean Jacques Rousseau objavljuje djelo Društveni ugovor u kojemu kritizira društvene odnose u Francuskoj.

## Rođenja
- 19. svibnja – Johann Gottlieb Fichte, njemački filozof († 1814.)

## Smrti
- 26. svibnja – Alexander Gottlieb Baumgarten, njemački filozof (* 1714.)
- 17. lipnja – Prosper Jolyot Crébillon, francuski književnik (* 1674.)

## Vanjske poveznice
|  | Zajednički poslužitelj ima još gradiva o temi 1762. |